# Vibeke Peschardt
Vibeke Peschardt (født 2. september 1939 i Hornbæk ved Randers, død 31. august 2012) var en dansk cand.jur. og folketingsmedlem samt kommunalbestyrelsesmedlem i Søllerød og Rudersdal Kommuner, valgt for Det Radikale Venstre.
Hun blev juridisk kandidat fra Københavns Universitet i 1970 og arbejdede som jurist i centraladministrationen, først i Socialministeriet fra 1970-1983 og i Arbejdsministeriet 1983-1994.
Vibeke Peschardt blev kommunalpolitiker i 1986, hvor hun blev medlem af Søllerød Kommunalbestyrelse. Hun blev formand for Teknik- og Miljøudvalget i sin første valgperiode og var bl.a. formand for Holte Fjernvarme. Fra 1984-1994 var hun medlem af Det Radikale Venstres hovedbestyrelse og formand for partiets kommunalpolitiske udvalg fra 1987-1994. Hun var fra 1991 partiets folketingskandidat i Hillerødkredsen (Frederiksborg Amtskreds). 21. september 1994 blev hun valgt til Folketinget, men blev ikke genvalgt ved valget 20. november 2001. Under sin tid i Folketinget var hun bl.a. medlem af Nordisk Råd. Fra 2005 var hun medlem af den nye Rudersdal kommunes kommunalbestyrelse og formand for kommunens miljø- og teknikudvalg. Efter valget i 2009 blev hun menigt kommunalbestyrelsesmedlem.